# Air Belgium (1979–2000)
Pour les articles homonymes, voir Air Belgium.
Air Belgium était une compagnie aérienne charter belge. Elle cessa ses opérations en octobre 2000.

## Histoire
En mai 1979, le voyagiste Sun International (en), la compagnie aérienne Abelag Aviation et HERFURTH se sont regroupés en une seule entreprise. Ils ont commencé les opérations aériennes avec des avions loués, un Boeing 707 et un Boeing 737-200, volant de Bruxelles vers des destinations autour de la Méditerranée.
L'année suivante, en 1980, après le retrait de l'un de leurs partenaires commerciaux, la compagnie a été renommée Air Belgium, dans l'espoir que la compagnie recevrait plus de passagers des pays voisins.
La livrée originale des avions B757 / B737-400 / B737-300 d'Air Belgium était composée de titres AIR BÉLGICA noirs et de rayures jaunes et rouges (sur le haut et le côté fuselage / queue blancs), le noir-jaune-rouge étant les couleurs du drapeau national de la Belgique.
En 1998, Air Belgium a été vendue à Airtours. Fin octobre 2000, Air Belgium avait cessé toutes ses opérations aériennes.

## Appareils

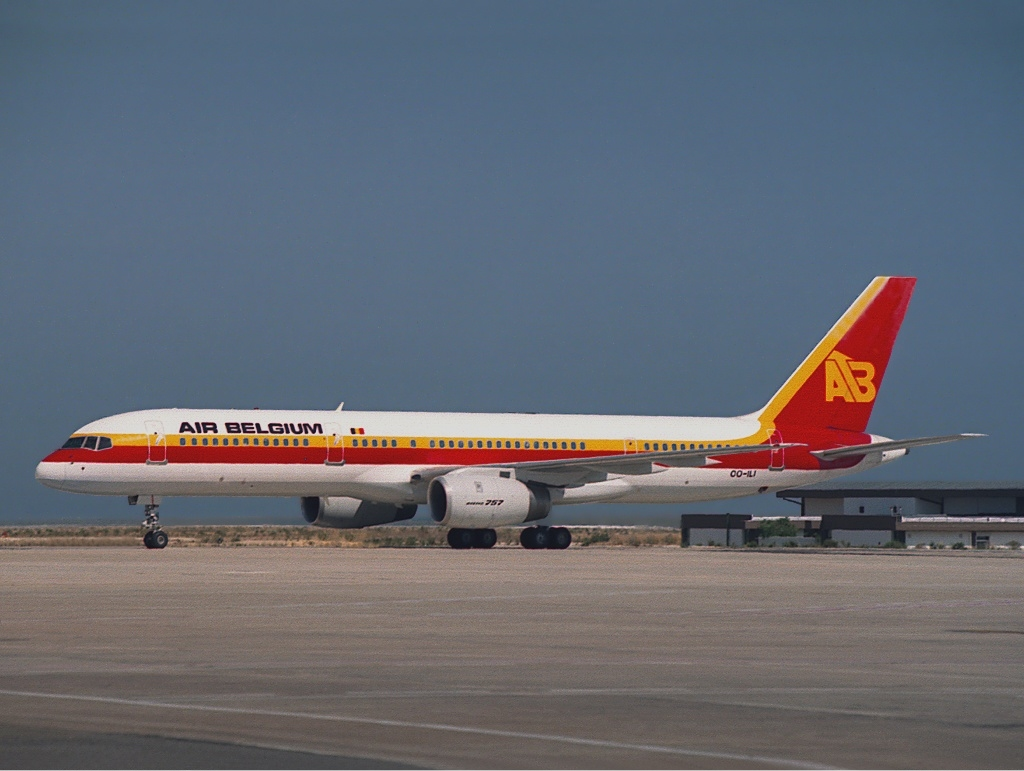
Un Boeing 757 d'Air Belgium, en 1995.

- 1 Boeing 707-300 C (loué à Abelag Aviation)(OO-ABA)(1979)
- 3 Boeing 737-200 OO-ABB(1980-1982),

00-RVM (été 1982), 
OO-PLH (1982-1986)
- 2 Boeing 737-300 OO-ILF(1986-1988),

OO-ILK(1996-1999)
- 2 Boeing 737-400 OO-ILH(1988-1991),

OO-ILJ(1991-2000)
- 1 Boeing 757-200 OO-ILI(1989-1995)
- 1 Airbus A320-200 OO-AEY(1999)
- 1 Airbus A320-200 (GT-PTT) loué à Airtour

## Destinations
- Bruxelles (Hub)
- Gérone
- Lanzarote
- Aéroport de Gran Canaria
- Ostende
- Palma de Majorque
- Zürich

En 1990, outre les destinations européennes / méditerranéennes, des destinations telles que Fort Lauderdale, les États-Unis et le Mexique ont été rendues possibles. À partir de novembre 1991, des vols vers Palma de Majorque ont été ajoutés. Peu de temps après, les vols réguliers ont été loués à des destinations telles que Alicante, Faro, Funchal, Malaga, Las Palmas de Gran Canaria et Tenerife.